# Saison 2009 des Orioles de Baltimore
La saison 2009 des Orioles de Baltimore est la 109e saison en ligue majeure pour cette franchise. Avec 64 victoires pour 98 défaites, les Orioles terminent cinquièmes et derniers de la division Est de la Ligue américaine.

## Intersaison

### Arrivées

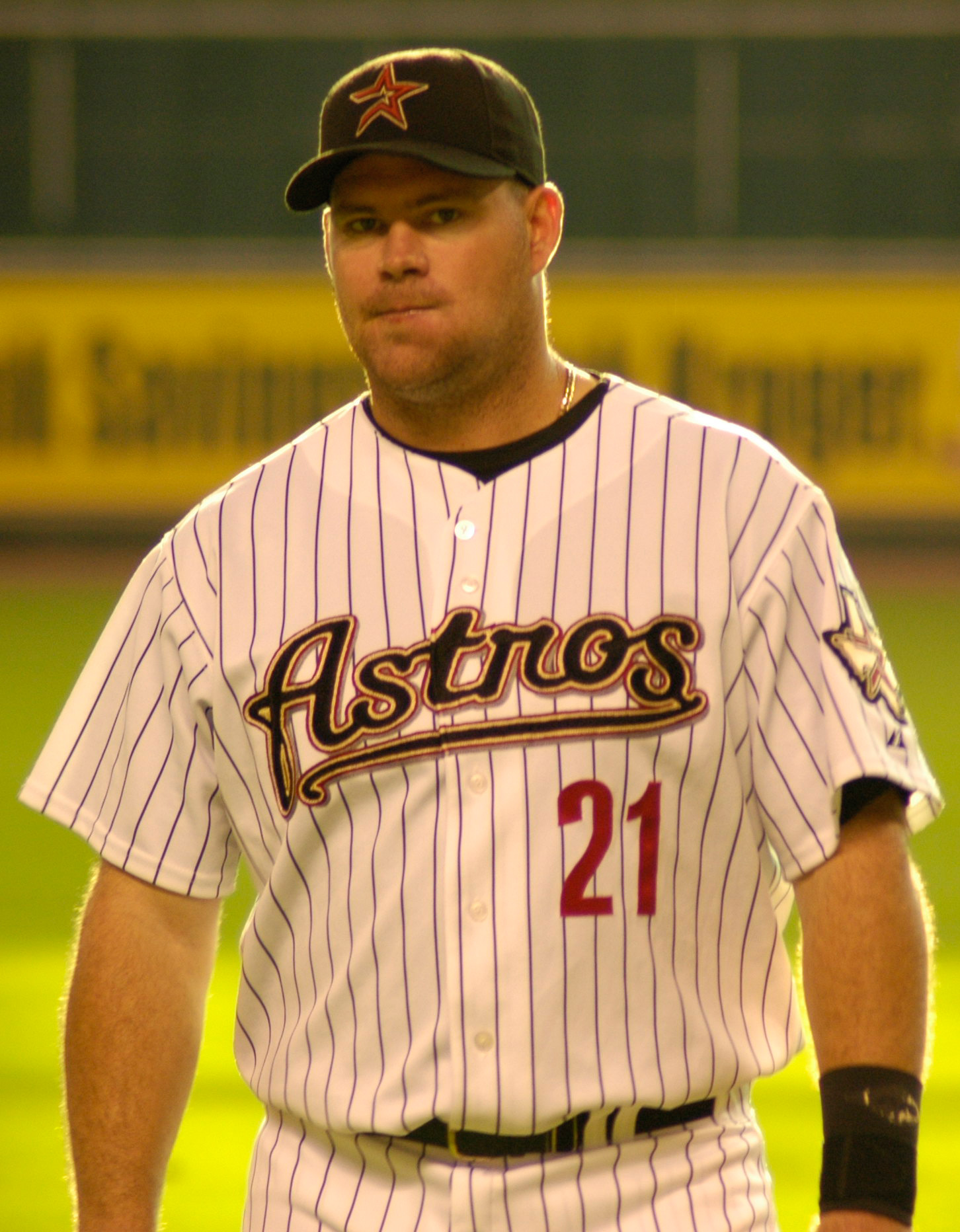
Ty Wigginton passe des Astros aux Orioles.

- Ryan Freel, en provenance des Reds de Cincinnati (échange contre Ramon Hernandez).
- Félix Pie, en provenance des Cubs de Chicago (échange contre Garrett Olson qui est ensuite échangé aux Mariners de Seattle).
- Rich Hill, en provenance des Cubs de Chicago (échange contre un jouer restant à nommer).
- César Izturis, en provenance des Cardinals de Saint-Louis (agent libre).
- Gregg Zaun, en provenance des Blue Jays de Toronto (agent libre).
- Mark Hendrickson, en provenance des Marlins de la Floride (agent libre).
- Koji Uehara, en provenance des Yomiuri Giants (agent libre).
- Ty Wigginton, en provenance des Astros de Houston (agent libre).

### Départs
- Ramon Hernandez, chez les Reds de Cincinnati (échange contre Ryan Freel).
- Garrett Olson, chez les Mariners de Seattle via les Cubs de Chicago (échange contre Félix Pie).
- Daniel Cabrera, chez les Nationals de Washington (agent libre).
- Juan Castro, chez les Dodgers de Los Angeles (agent libre).
- Alex Cintron, chez les Nationals de Washington (agent libre).
- Lance Cormier, chez les Rays de Tampa Bay (agent libre).

### Grapefruit League
Basés au Fort Lauderdale Stadium à Fort Lauderdale en Floride, les Orioles disputent 36 matches de pré-saison entre le 25 février et le 3 avril. La pré-saison s'achève le 4 avril avec une opposition face aux voisins des Nationals de Washington au Nationals Park.

## Saison régulière

### Classement
| Ligue américaine (Division Est) | V   | D  | %    | GB |
| ------------------------------- | --- | -- | ---- | -- |
| Yankees de New York             | 103 | 59 | .636 | -- |
| Red Sox de Boston               | 95  | 67 | .586 | 8  |
| Rays de Tampa Bay               | 84  | 78 | .519 | 19 |
| Blue Jays de Toronto            | 75  | 87 | .463 | 28 |
| Orioles de Baltimore            | 64  | 98 | .395 | 39 |

### Résultats

#### Avril
Après une bonne entame de saison avec deux succès face aux Yankees de New York, les Orioles bouclent le premier mois de compétition avec un bilan de 9 victoires pour 13 défaites.